# 錦ケ丘 (仙台市)

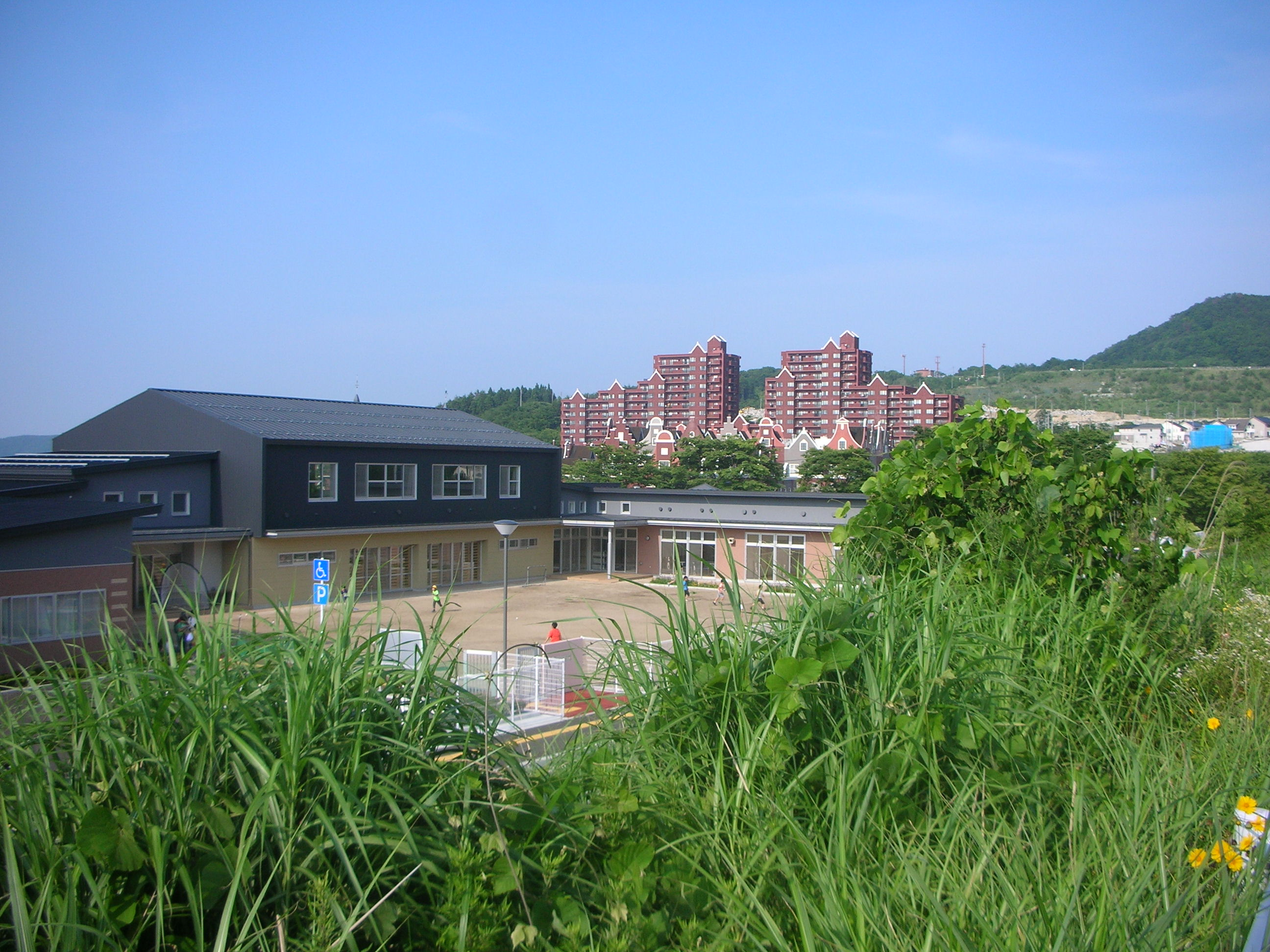
7丁目にある錦ケ丘コミュニティセンター（2015年7月）。奥には錦ケ丘センタープラザや錦ケ丘セントラルハイツが見える。

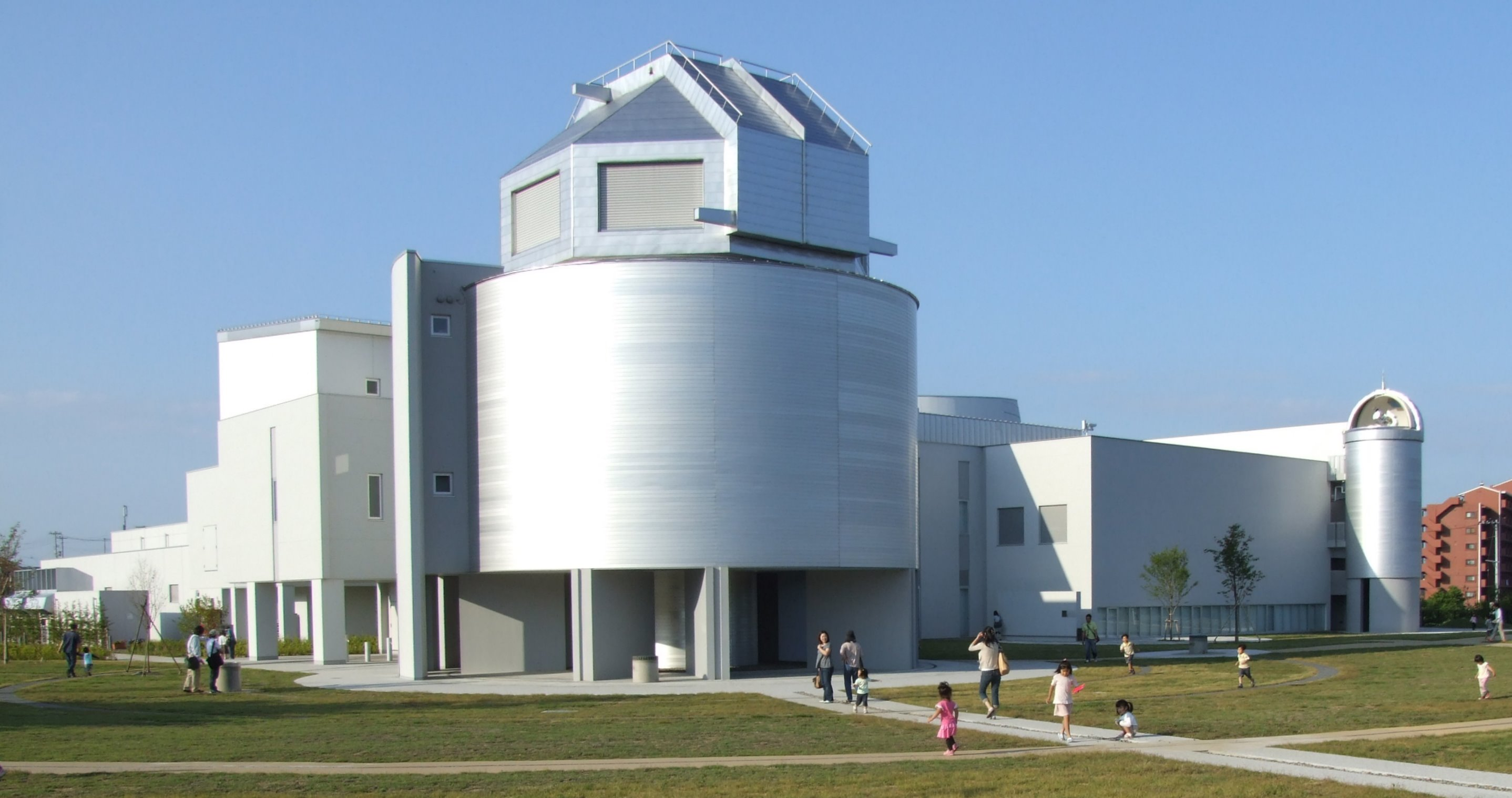
9丁目にある仙台市天文台（2008年7月）

錦ケ丘（にしきがおか）は、宮城県仙台市青葉区の町丁。郵便番号は989-3123。住民基本台帳に基づく人口は9,050人、世帯数は3,094世帯（2025年4月1日現在）。現行行政地名は錦ケ丘一丁目から錦ケ丘九丁目であり、住居表示は全域で未実施。
JR東日本仙山線愛子駅の南、蕃山の西側に造成されたニュータウンであり、現在はハートヒルズ錦ケ丘として、錦エステートが分譲を行っている。旧宮城町域の人口の1割以上を占める9千人弱の住民が住む（2021年10月1日時点）。

## 歴史
1950年代よりはじまり、70年代に本格的に行われるようになった仙台市およびその周辺自治体（旧・泉市や旧・宮城町）の宅地造成事業は、当初仙台市の北部および南部を中心に行われていたが、次第に西側にも向けられるようになる。65年に折立団地が宮城県住宅供給公社によって造成されたのをきっかけに、70年には中山吉成が双葉綜合開発、みやぎ台が丸善石油不動産、75年には西花苑がフジタ工業および伊藤忠商事、76年には貝ケ森が住友不動産に、78年には茂庭台団地が仙台市によって造成され、その後も82年には栗生が、84年には国見ケ丘が造成された。そして翌85年、山万によって錦ケ丘が造成された。
1989年（平成元年）の分譲開始から人口が1,000人を突破するまで10年かかった。しかし、2000年（平成12年）に仙台市都心部と秋保温泉の最短ルートとなる宮城県道132号秋保温泉愛子線の新道が開通し、錦ケ丘内を通過する自動車が6倍以上に激増、2001年（平成13年）には錦ケ丘住宅販売（現・錦エステート）が設立され、2002年（平成14年）には県外からも広く集客した「仙台ヒルサイドアウトレット」が開業。すると100人/年前後だった人口増加数が一気に上昇し始めた。2004年（平成16年）にはステージショー等も行われるハウスメーカー十数社のモデルハウス内覧・即売会である「錦ケ丘住宅祭イエ・コレ」（河北新報社・ミヤギテレビ共催）を初開催した。「イエ・コレ」は春と秋の年2回を基本とし、新聞・テレビで広告された。2006年（平成18年）には1,000世帯を超え、前年比で627人/年も増加して住民も3,000人を超えた。その後、広域集客力がある仙台市天文台が移転してきたが、市内にアウトレットモールが2件開業したため「仙台ヒルサイドアウトレット」は「ヒルサイドショップス&アウトレット」となり、愛子バイパス沿いにロードサイド店舗が多数立地するようになるとさらに地域密着傾向を強め「錦ケ丘ヒルサイドモール」となった。集客施設の変化はあれ、人口増加は続き、2016年（平成28年）時点で2,423世帯、7,555人が住む市内有数の巨大ニュータウンの1つになった。なお、かつて山万アーバンフロントは「総区画数4,238戸、計画人口約15,000人」、錦ケ丘住宅販売は将来「4,500世帯」等と広告していた。
| 年     | 面積     | 計画     | 計画      | 備考                      | 典拠          |
| 年     | 面積     | 戸数     | 人口      | 備考                      | 典拠          |
| ------ | -------- | -------- | --------- | ------------------------- | ------------- |
| 1989年 | 201.1 ha | 3,640 戸 | 13,832 人 |                           | [ 13 ]        |
| 1991年 | 201.1 ha | 3,640 戸 | 12,740 人 |                           | [ 14 ]        |
| 2000年 | 201.1 ha | 2,876 戸 | 10,066 人 | 集合住宅（1,362戸）を除く | [ 11 ]        |
| 2002年 | 201.1 ha | 2,480 戸 | 08,680 人 | 集合住宅（1,758戸）を除く | [ 11 ] [ 12 ] |
| 2007年 | 210.8 ha | 2,773 戸 | 09,705 人 | 集合住宅（1,758戸）を除く | [ 9 ]         |
| 2015年 | 210.8 ha | 4,731 戸 | 14,000人  |                           | [ 15 ] [ 16 ] |

### 年表
- 1985年（昭和60年）
  - 9月28日 - 宮城県から開発許可が下りた（開発許可番号：宮城県（建）指令第167号）[16]。
  - 10月 - 「錦ケ丘ニュータウン」着工[注 2]。
  - 10月4日～12月2日 - 錦ケ丘ニュータウン造成工事に伴う谷津A遣跡・谷津B遣跡・芦見遺跡の発掘調査を実施[17]。
- 1987年（昭和62年）11月1日 - 宮城町が仙台市に編入合併されたため、当地も同市内となった。
- 1988年（昭和63年） - 錦ケ丘橋（橋長37.4m、幅員26.5m）開通[18]。
- 1989年（平成元年）
  - 4月1日 - 仙台市の政令指定都市移行に伴い、当地は同市青葉区内となった。
  - 9月 - 「錦ケ丘ニュータウン」として分譲開始[11][19]。
- 1990年（平成2年）2月26日 - 仙塩広域都市計画「錦ケ丘西地区計画」決定[20]。
- 1994年（平成6年） - 1丁目に「錦ケ丘ショッピングセンター」が入居する「錦ケ丘センタープラザ」が開業[21]。
- 1995年（平成7年）6月 - 1丁目に総戸数176戸、地上13階のマンション「錦ケ丘セントラルハイツ」が完成。
- 1999年（平成11年）
  - 6月7日 - 仙塩広域都市計画「錦ケ丘北地区計画」および「錦ケ丘東地区計画」決定[20]。
  - 錦ケ丘の人口が1,000人を突破[8]。
- 2000年（平成12年）3月27日 - 宮城県道132号秋保温泉愛子線の新道が開通[注 3]。同道の断面交通量は、平日が617台（1999年10月19日）から4,188台（2000年10月24日）と6.79倍に増加、休日が870台（1999年10月17日）から5,700台（2000年10月22日）と6.55倍に増加した[22]。
- 2001年（平成13年）9月10日 - 錦ケ丘住宅販売（株）設立[23]。
- 錦ケ丘タウンハウスが完成
- 2002年（平成14年）8月9日 - 錦ケ丘ショッピングセンターが「仙台ヒルサイドアウトレット」に改称[24]。
- 2003年（平成15年）
  - タウンハウス「カーサ・パレルモ」が完成[10]。
  - 10月 - 錦ケ丘住宅販売が宅地分譲を本格的に開始[9]。
- 2004年（平成16年）
  - 第1回「錦ケ丘住宅祭イエ・コレ」開催[10]。
  - 錦ケ丘の人口が2,000人を突破[10]。
- 2006年（平成18年）
  - 9月9日 - 錦ケ丘住宅販売（株）を錦エステート（株）に社名変更[23]。
  - 錦ケ丘の人口が3,000人を突破[10]。
- 2007年（平成19年）9月 - アディダススポーツパーク開業。
- 2008年（平成20年）
  - 7月1日 - 仙台市天文台が西公園より移転・開台。
  - 錦ケ丘の人口が4,000人を突破[10]。
  - 10月10日 - 仙台ヒルサイドアウトレットが「ヒルサイドショップス&アウトレット」に改称。
- 2009年（平成21年）4月 - 仙台市立愛子小学校開校に伴い、学区が変更される。
- 2010年（平成22年） - 錦ケ丘の人口が5,000人を突破[10]。
- 2012年（平成24年） - 錦ケ丘の人口が6,000人を突破[10]。
- 2014年（平成26年）3月18日 - 1丁目にメガソーラー「雲の上の発電所」が完成[25][26]。出力は約1500kWで、年間発電量は約156万kWh（450世帯相当）[25]。
- 2015年（平成27年）
  - 4月6日 - 仙台市立錦ケ丘小学校が開校[27]。
  - 6月1日 - ヒルサイドショップス&アウトレットが「錦ケ丘ヒルサイドモール」に改称。
  - 錦ケ丘の人口が7,000人を突破[10]。
- 2019年（平成31年）4月1日 - 仙台市立錦ケ丘中学校が開校。
- 2022年（令和4年）錦ケ丘4丁目に1億円宅地が分譲開始
- 2023年（令和5年）7月26日 - 仙台錦ケ丘郵便局が開局[28]。

### 歴史的遺物
縄文遺跡や弥生遺跡が複数発見されており、さらに、街外であるが、錦ヶ丘に接する上愛子の御殿山に、約1200年前に建てられた仙台市青葉区で最も古い神社である国分一宮諏訪神社、御殿山稲荷神社、水分神社がある。また、その山内には室町時代に建てられた山城や、諏訪神社の境内にある寺子屋跡が存在する。

## 世帯数・人口
| 年     | 世帯数 | 世帯数 | 世帯数 | 世帯数 | 世帯数 | 世帯数 | 世帯数 | 世帯数 | 世帯数 | 世帯数     | 人口     | 人口   |
| 年     | 1丁目  | 2丁目  | 3丁目  | 4丁目  | 5丁目  | 6丁目  | 7丁目  | 8丁目  | 9丁目  | 合計       | 合計     | 前年比 |
| ------ | ------ | ------ | ------ | ------ | ------ | ------ | ------ | ------ | ------ | ---------- | -------- | ------ |
| 1989年 | －     | －     | －     | －     | －     | －     | －     | －     | －     | 世帯       | 人       |        |
| 1990年 | －     | －     | －     | －     | 2      | －     | 31     | －     | －     | 33 世帯    | 108 人   | ＋108  |
| 1991年 | －     | －     | －     | －     | 10     | 21     | 47     | －     | －     | 78 世帯    | 244 人   | ＋136  |
| 1992年 | －     | －     | －     | －     | 19     | 45     | 53     | －     | 7      | 124 世帯   | 383 人   | ＋139  |
| 1993年 | －     | －     | －     | －     | 30     | 62     | 57     | －     | 6      | 155 世帯   | 482 人   | ＋099  |
| 1994年 | －     | －     | －     | －     | 42     | 77     | 63     | －     | 7      | 189 世帯   | 615 人   | ＋133  |
| 1995年 | －     | －     | －     | －     | 49     | 89     | 69     | －     | 9      | 216 世帯   | 684 人   | ＋069  |
| 1996年 | 20     | －     | －     | －     | 63     | 90     | 71     | －     | 12     | 256 世帯   | 790 人   | ＋106  |
| 1997年 | 30     | －     | －     | －     | 72     | 95     | 80     | －     | 8      | 285 世帯   | 864 人   | ＋074  |
| 1998年 | 37     | －     | －     | －     | 77     | 99     | 80     | －     | 9      | 302 世帯   | 924 人   | ＋060  |
| 1999年 | 45     | －     | －     | －     | 120    | 108    | 84     | －     | 8      | 365 世帯   | 1,038 人 | ＋114  |
| 2000年 | 41     | －     | －     | －     | 138    | 117    | 85     | －     | 12     | 393 世帯   | 1,105 人 | ＋067  |
| 2001年 | 60     | －     | －     | －     | 156    | 127    | 87     | 13     | 11     | 454 世帯   | 1,248 人 | ＋143  |
| 2002年 | 81     | －     | －     | －     | 181    | 150    | 94     | 18     | 10     | 534 世帯   | 1,479 人 | ＋231  |
| 2003年 | 75     | －     | －     | －     | 203    | 205    | 111    | 38     | 9      | 641 世帯   | 1,794 人 | ＋315  |
| 2004年 | 85     | 48     | －     | －     | 225    | 242    | 121    | 42     | 1      | 764 世帯   | 2,210 人 | ＋416  |
| 2005年 | 86     | 128    | －     | －     | 271    | 246    | 123    | 73     | 1      | 928 世帯   | 2,709 人 | ＋499  |
| 2006年 | 91     | 159    | －     | －     | 294    | 253    | 127    | 212    | 1      | 1,137 世帯 | 3,336 人 | ＋627  |
| 2007年 | 95     | 165    | －     | －     | 303    | 260    | 128    | 306    | 34     | 1,291 世帯 | 3,830 人 | ＋494  |
| 2008年 | 99     | 178    | 5      | －     | 306    | 268    | 132    | 367    | 83     | 1,438 世帯 | 4,292 人 | ＋462  |
| 2009年 | 111    | 181    | 48     | －     | 314    | 268    | 144    | 397    | 111    | 1,574 世帯 | 4,759 人 | ＋467  |
| 2010年 | 111    | 186    | 124    | －     | 317    | 266    | 149    | 422    | 128    | 1,703 世帯 | 5,135 人 | ＋376  |
| 2011年 | 123    | 191    | 215    | －     | 324    | 279    | 153    | 438    | 154    | 1,877 世帯 | 5,642 人 | ＋507  |
| 2012年 | 127    | 196    | 318    | －     | 326    | 285    | 165    | 442    | 159    | 2,018 世帯 | 6,120 人 | ＋478  |
| 2013年 | 133    | 199    | 395    | 8      | 339    | 290    | 169    | 449    | 159    | 2,141 世帯 | 6,571 人 | ＋451  |
| 2014年 | 128    | 200    | 429    | 61     | 344    | 291    | 178    | 454    | 157    | 2,242 世帯 | 6,907 人 | ＋336  |
| 2015年 | 128    | 195    | 434    | 123    | 362    | 311    | 190    | 460    | 149    | 2,352 世帯 | 7,320 人 | ＋413  |
| 2016年 | 143    | 199    | 437    | 146    | 371    | 325    | 190    | 461    | 151    | 2,423 世帯 | 7,555 人 | ＋235  |
| 2017年 | 168    | 198    | 438    | 200    | 394    | 335    | 188    | 454    | 154    | 2,529 世帯 | 7,865 人 | ＋310  |
| 2018年 | 198    | 201    | 439    | 256    | 419    | 341    | 192    | 452    | 148    | 2,646 世帯 | 8,205 人 | ＋340  |
| 2019年 | 229    | 199    | 439    | 317    | 444    | 363    | 190    | 458    | 155    | 2,794 世帯 | 8,580 人 | ＋375  |
| 2020年 | 254    | 201    | 441    | 334    | 455    | 362    | 192    | 457    | 159    | 2,855 世帯 | 8,745 人 | ＋165  |
| 2021年 | 273    | 201    | 442    | 338    | 470    | 360    | 193    | 461    | 158    | 2,896 世帯 | 8,832 人 | ＋87   |

住民基本台帳人口（各年10月1日現在、単位：人）
住民基本台帳人口の前年比（各年10月1日現在、単位：人）

## 学区

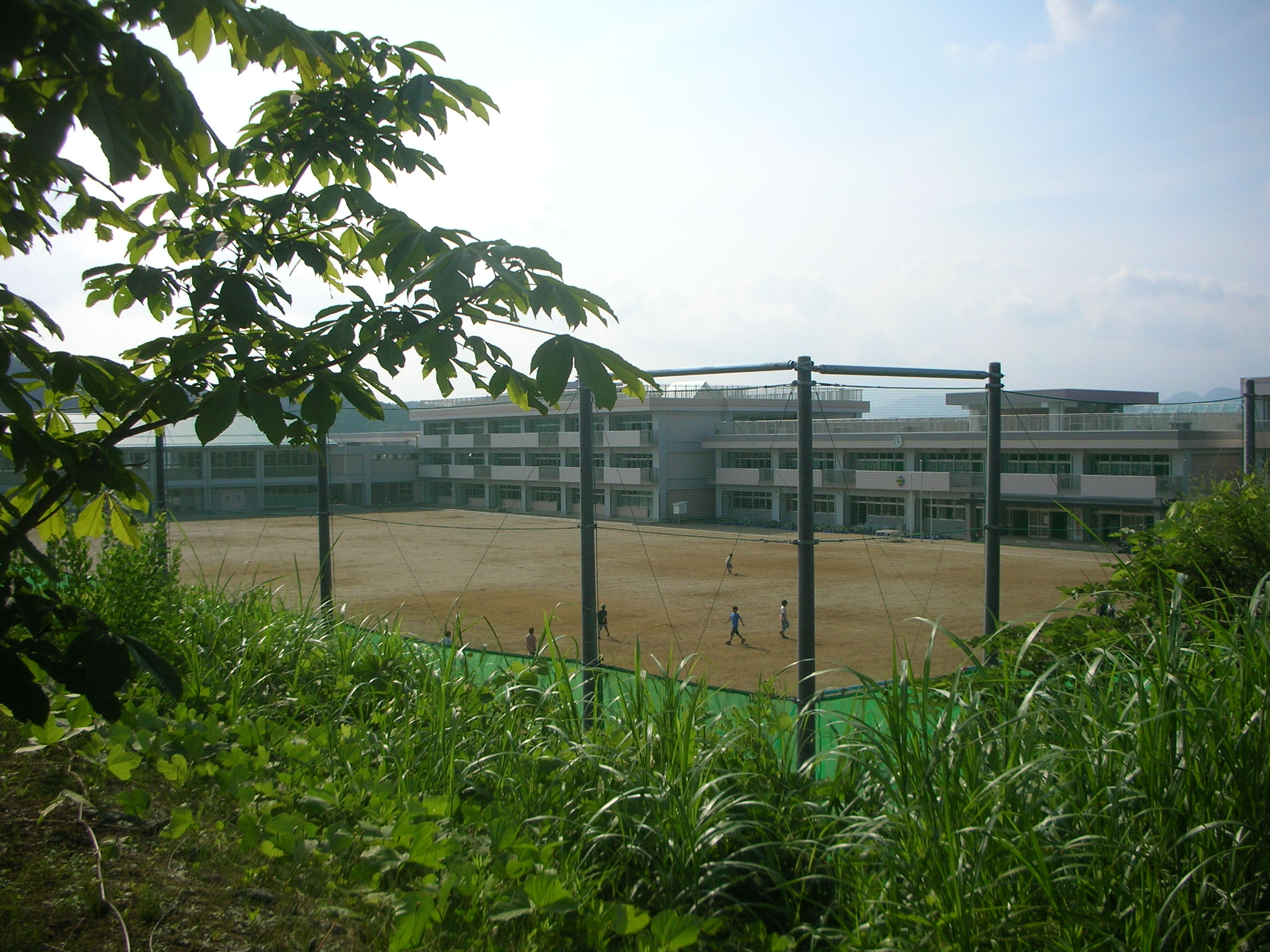
7丁目にある仙台市立錦ケ丘小学校（2015年7月）

錦ケ丘はもともと仙台市立広瀬小学校の学区であったが、仙台市が政令指定都市に移行して以降、新興住宅地を中心に仙台市西部地域の人口が増加。広瀬小学校の生徒数は激増した。これに対応すべく、2009年4月に仙台市立愛子小学校を分離・開校。これに伴って錦ケ丘の学区が変更された。しかし翌2010年、愛子小学校の生徒数急増によって文部科学省の学校分離新設の目安となる31学級を上回ったために、さらに愛子小学校を分離し、錦ケ丘に小学校を新設することを決定。2015年度開校時の児童数は961人。中学校も同様に仙台市立広瀬中学校の生徒数激増に伴い、2019年度に錦ケ丘中学校が新設された。

## 主な施設
1丁目
- 錦ケ丘ヒルサイドモール
- 錦ケ丘セントラルハイツ
- メガソーラー「雲の上の発電所」
- 仙台市立錦ケ丘中学校
- 仙台錦ケ丘郵便局
- Pain Montagne（パン モンターニュ）

2丁目
- 錦ケ丘中央公園

4丁目
- アディダススポーツパーク

5丁目
- 芦見溜池1[30]

7丁目
- 錦エステート本社
- 仙台市立錦ケ丘小学校
- 錦ケ丘コミュニティセンター
- 錦ケ丘調整池

8丁目
・錦ケ丘タウンハウス
9丁目
- 仙台市天文台

## アクセス
- 路線バス（愛子観光バス、仙台市営バス、タケヤ交通）
  - 愛子駅より約10分
  - 仙台駅より約40分
- 車
  - 東北自動車道・仙台宮城ICより約5分
  - 仙台市都心部より約15分